# LaDainian Tomlinson
LaDainian Tarshane Tomlinson (* 23. Juni 1979 in Rosebud, Texas), Spitzname „L.T.“, ist ein ehemaliger US-amerikanischer American-Football-Spieler auf der Position des Runningbacks. Er spielte elf Jahre in der National Football League (NFL), neun Jahre für die San Diego Chargers und zuletzt zwei Jahre für die New York Jets. Am 18. Juni 2012 gab er das Ende seiner Karriere bekannt.

## Karriere

### High School
LaDainian Tomlinson spielte für die Waco University High (Texas) und war schon zu dieser Zeit ein erfolgreicher Spieler. In seinem letzten Jahr auf der High School brachte er es auf 2.554 yards und 39 Touchdowns sowie sieben Spiele mit je über 200 erlaufenen Yards.

### College
Tomlinson besuchte die Texas Christian University (TCU) in Fort Worth, Texas. Während seiner ersten beiden Jahre musste er sich die Spielzeit mit älteren Runningbacks teilen und war somit rein statistisch gesehen wenig erfolgreich. Jedoch war seine Präsenz in der Offensive von TCU ein wichtiger Faktor beim Gewinn des Sun Bowl 1998 gegen die University of Southern California (USC). In seiner Junior Season (drittes Jahr im College) erzielte er einen NCAA Rekord für die meisten Yards in einem Spiel mit 406 gegen die University of Texas at El Paso. Er beendete das Jahr mit insgesamt 1.850 Rushing Yards und 18 Touchdowns. Im letzten Jahr (Senior Season) am College erlief er 2.158 Yards und 22 Touchdowns und war somit Führender der Liga in diesem Jahr.
Im Jahr 2000 kam Tomlinson in die Auswahl für die Heisman Trophy, unterlag im Finale jedoch dem Quarterback Chris Weinke. Insgesamt brachte er es in seiner Collegekarriere auf 5.263 Yards im Laufspiel und rangiert auf Platz sechs der NCAA-Geschichte.

### NFL

#### San Diego Chargers

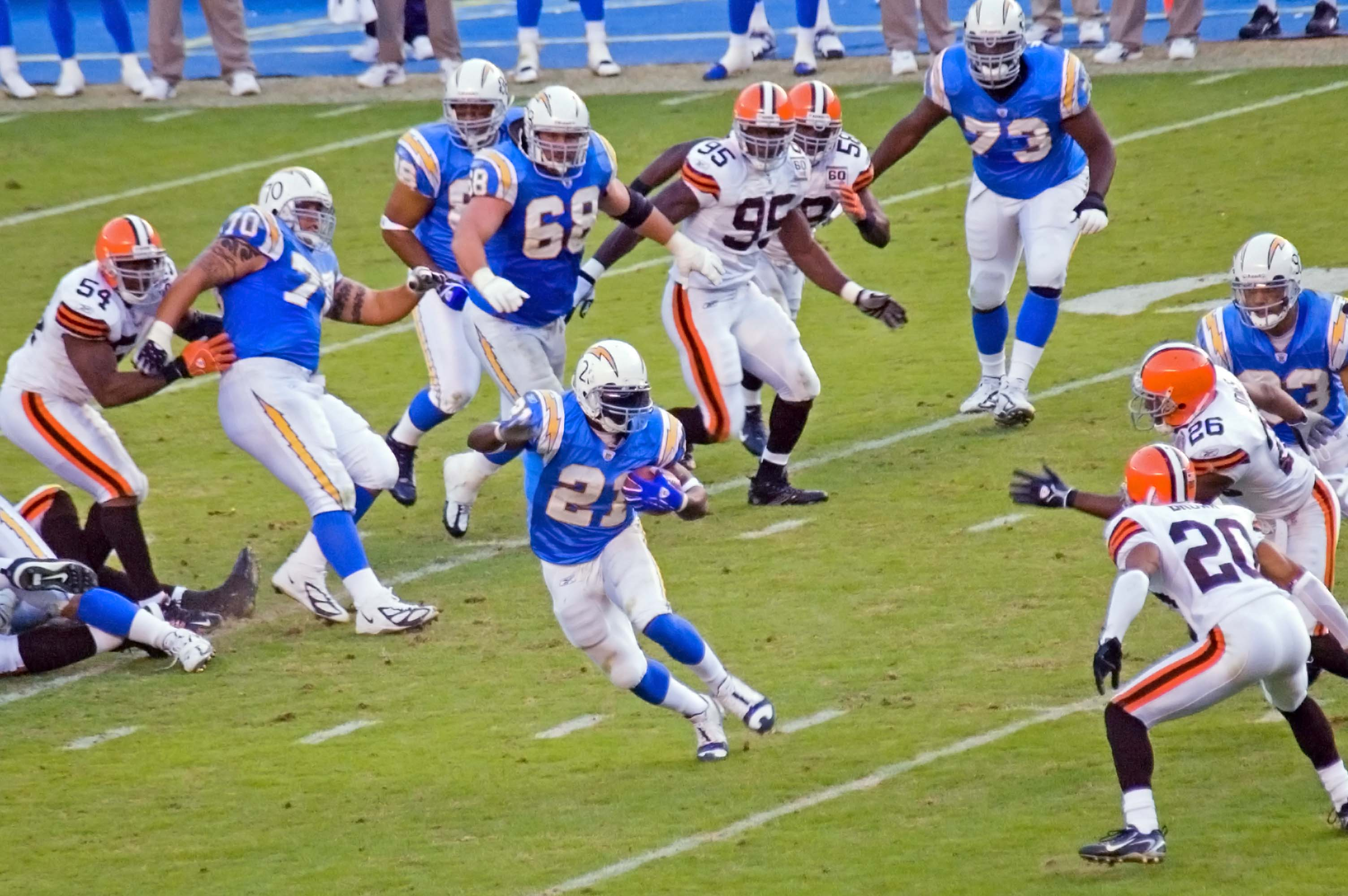
Tomlinson (#21 mit Ball) in einem Spiel 2006 gegen die Cleveland Browns

Im NFL Draft 2001 wurde LaDainian Tomlinson in der ersten Runde mit dem fünften Pick von den San Diego Chargers ausgewählt. Eigentlich hatten die Chargers den ersten Pick in diesem Jahr, aber sie wollten nicht Quarterback Michael Vick, in diesem Jahr der am höchsten gehandelte Spieler, draften und hatten noch vor der eigentlichen Draft die Positionen mit den Atlanta Falcons getauscht.

#### New York Jets
Er war bis Sommer 2010 bei den San Diego Chargers und gab im Juli seinen Wechsel zu den New York Jets bekannt. Er trägt dort, wie auch in San Diego, die Trikotnummer 21.
Tomlinson war vom ersten Spiel an als Runningback in der Anfangsformation der Chargers und ist seither einer der erfolgreichsten Spieler der Liga. Er schaffte es, in seinen ersten fünf Jahren jeweils über 1.200 Yards Rushing und über zehn Touchdowns zu erzielen. Zugleich ist er der erst fünfte Runningback der Geschichte, der es geschafft hat, seine Karriere in aufeinanderfolgenden Jahren mit über 1.000 Yards Rushing zu beginnen (neben Barry Sanders, Curtis Martin, Corey Dillon und Eric Dickerson). In der Saison 2003 schaffte er es als erster Spieler überhaupt, 1.000 Rushing Yards und 100 Receptions (Passfänge) zu erzielen.
Am 16. Oktober 2005 (gegen die Oakland Raiders) wurde er der erst siebte Spieler in der NFL-Geschichte, der in einem Spiel einen Touchdown erlaufen, gefangen und geworfen hat. Am 19. November 2006 (gegen die Denver Broncos) erreichte er in seinem 89. Spiel als schnellster Spieler die 100-Touchdown-Marke (nur erlaufene und gefangene Touchdowns).
Am Montag, den 15. Februar 2010 gaben die San Diego Chargers bekannt, dass LaDainian Tomlinson nicht weiter für die Chargers spielen wird. Anschließend unterschrieb Tomlinson einen Zweijahresvertrag über 5,2 Millionen Dollar bei den New York Jets.

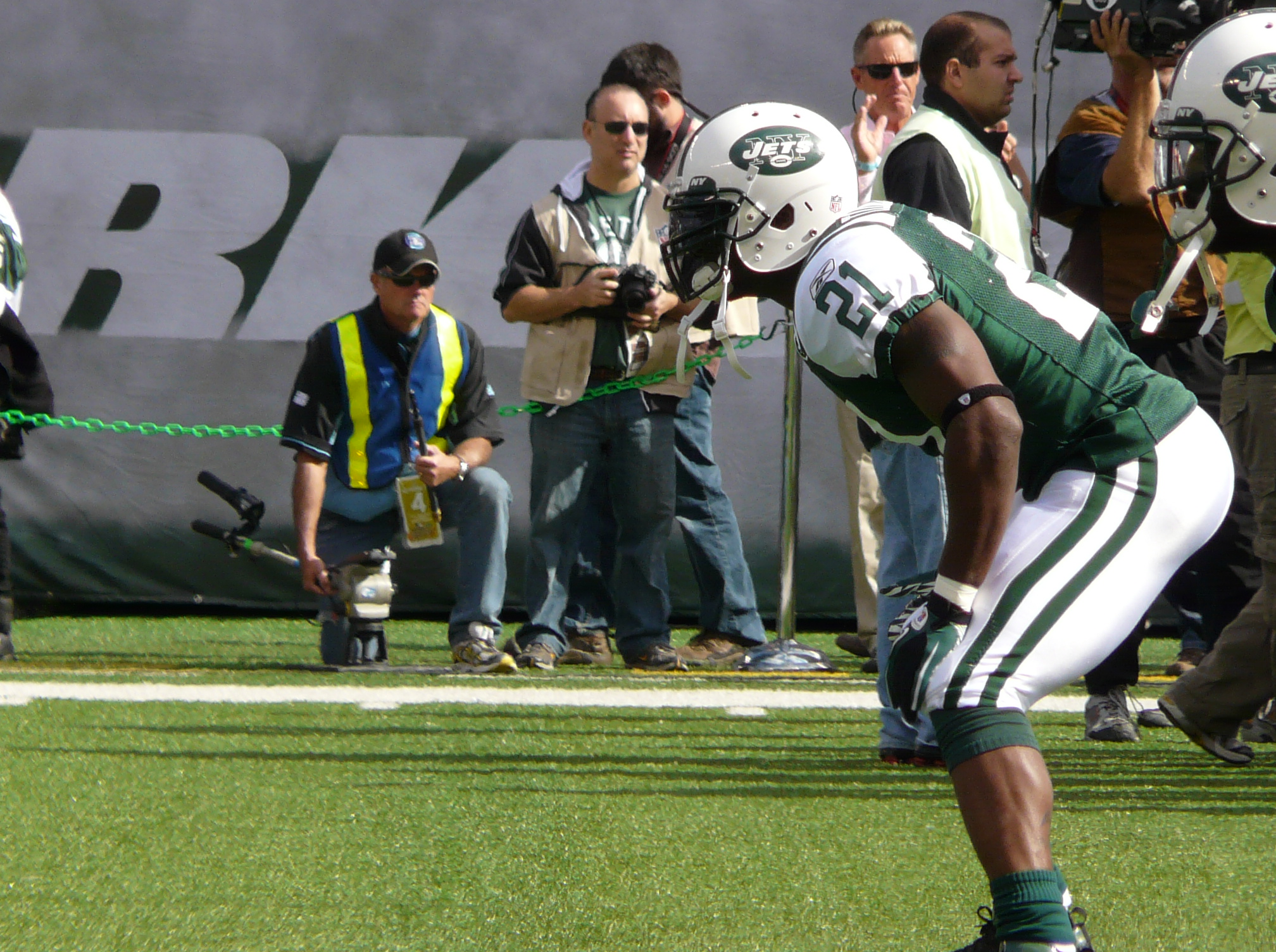
Tomlinson (2011)

LaDainian Tomlinson spielte in fünf Pro Bowls (2002, 2004, 2005, 2006, 2007) und wurde in der Saison 2006 zum Most Valuable Player (MVP) und Offensiv-Spieler des Jahres gewählt.

## Spielstil
LaDainian Tomlinson galt als einer der komplettesten NFL-Runningbacks. Er bestach nicht nur durch seine Laufbereitschaft, sondern war auch ein sehr sicherer und gefährlicher Passempfänger. Er selbst sagt, seine beste Fähigkeit sei seine Field Vision, also die Fähigkeit, das Feld und die gegnerischen Spieler zu sehen und Situationen abzuschätzen. Einer seiner speziellen Spielzüge, den er schon in der High School und im College erfolgreich angewandt hat, war sein hoher und weiter Sprung über die Offensive- und Defensive Line bei kurzen Spielzügen vor der gegnerischen Endzone. Zudem bewies LaDainian Tomlinson immer wieder Talent beim Werfen des Balles. Aufgrund dieser Eigenschaft haben die San Diego Chargers unter Head Coach Marty Schottenheimer eigene Trickspielzüge entwickelt, die so genannten Halfback Passes, durch die Tomlinson in seiner Karriere sieben Touchdowns geworfen hat (bei keiner einzigen Interception).
Einen großen Teil des Erfolges schreibt er selbst seinem Fullback Lorenzo Neal zu, der jahrelang der Vorblocker der Chargers war.

## Trivia
- In seiner Jugend war Football für LaDainian Tomlinson so wichtig, dass er jede Nacht mit einem Football im Bett schlief.
- Im Alter von 13 Jahren besuchte er ein Footballtraining bei Emmitt Smith, dessen NFL-Rekord er 14 Jahre später brach.
- Seine College-Rückennummer 5 wurde im November 2005 zurückgezogen und wird an der TCU nicht mehr vergeben.
- LaDainian Tomlinson, Lorenzo Neal und Tomlinsons ehemaliger Backup Michael Turner bildeten eines der erfolgreichsten Trios im Laufangriff und wurden deshalb gerne „TNT“ genannt.
- Gefragt nach seinen Erfolgen in Spielen, ehrt LaDainian Tomlinson zuerst oft seine Offensive Line und den Fullback, bevor er auf seine eigenen Taten zu sprechen kommt.
- Sein Vertrag mit den San Diego Chargers war fast 60 Millionen Dollar wert. Der Achtjahresvertrag garantierte ihm mindestens 21 Millionen Dollar. Damit war er der bestbezahlte Runningback der NFL.
- Er unterschrieb bei seinem ehemaligen Club, den San Diego Chargers, einen Eintagesvertrag, um dort sein Karriereende verkünden zu können.

## Rekorde
- NFL Rookie of the Year
- Am 19. November 2006 wurde er mit 89 Spielen der Spieler, der am schnellsten 100 Touchdowns erzielte (vorheriger Rekord: 93 Spiele von Emmit Smith und Jim Brown).
- Am 19. November 2006 wurde er der zweite Spieler der Geschichte, der in zwei aufeinanderfolgenden Spielen 4 Touchdowns erzielte (Marshall Faulk schaffte dies vor ihm).
- Am 12. November 2006 brach er mit seinem 15. Touchdown Jim Browns Rekord der meisten Touchdowns in 5 Spielen hintereinander (14).
- All-Time leading rusher der San Diego Chargers
- Die meisten Touchdowns für die San Diego Chargers
- Rekord für 80 Touchdowns in den ersten 5 Saisons
- Die meisten aufeinanderfolgenden Spiele mit einem Rushing-Touchdown (18)
- Am 10. Dezember 2006 stellte er mit seinem 29. Touchdown im erst 13. Spiel der Saison den neuen Touchdownrekord für eine Saison auf.

## Statistiken
| Year  | Rushing | Rushing | Rushing | Rushing |  | Receiving | Receiving | Receiving | Receiving |
| Year  | Att     | Yds     | Avg     | TD      |  | Cat       | Yds       | Avg       | TD        |
| ----- | ------- | ------- | ------- | ------- |  | --------- | --------- | --------- | --------- |
| 2001  | 339     | 1.236   | 3,6     | 10      |  | 59        | 367       | 6,2       | 0         |
| 2002  | 372     | 1.683   | 4,5     | 14      |  | 79        | 489       | 6,2       | 1         |
| 2003  | 313     | 1.645   | 5,3     | 13      |  | 100       | 725       | 7,3       | 4         |
| 2004  | 339     | 1.335   | 3,9     | 17      |  | 53        | 441       | 8,3       | 1         |
| 2005  | 339     | 1.462   | 4,3     | 18      |  | 51        | 370       | 7,3       | 2         |
| 2006  | 348     | 1.815   | 5,2     | 28      |  | 56        | 508       | 9,1       | 3         |
| 2007  | 315     | 1.474   | 4,7     | 15      |  | 60        | 475       | 7,9       | 3         |
| 2008  | 292     | 1.110   | 3,8     | 11      |  | 52        | 426       | 8,2       | 1         |
| 2009  | 223     | 730     | 3,3     | 12      |  | 20        | 154       | 7,7       | 0         |
| 2010  | 219     | 914     | 4,2     | 6       |  | 52        | 368       | 7,1       | 0         |
| Total | 3.099   | 13.404  | 4,3     | 144     |  | 582       | 4.323     | 7,4       | 15        |

| Year  | Passing | Passing | Passing | Passing | Passing |
| Year  | Att     | Comp    | Yds     | TD      | Int     |
| ----- | ------- | ------- | ------- | ------- | ------- |
| 2003  | 1       | 1       | 21      | 1       | 0       |
| 2004  | 2       | 1       | 38      | 0       | 0       |
| 2005  | 4       | 3       | 47      | 3       | 0       |
| 2006  | 3       | 2       | 20      | 2       | 0       |
| 2007  | 1       | 1       | 17      | 1       | 0       |
| 2008  | 0       | 0       | 0       | 0       | 0       |
| 2009  | 1       | 0       | 0       | 0       | 0       |
| 2010  | 0       | 0       | 0       | 0       | 0       |
| Total | 12      | 8       | 143     | 7       | 0       |